# Pilea skutchii
Pilea skutchii är en nässelväxtart som beskrevs av Ellsworth Paine Killip. Pilea skutchii ingår i släktet pileor, och familjen nässelväxter. Inga underarter finns listade i Catalogue of Life.